# Ribamontán al Mar
Ribamontán al Mar település Spanyolországban, Kantábria autonóm közösségben. Ribamontán al Mar Marina de Cudeyo, Ribamontán al Monte és Bareyo községekkel határos. Lakosainak száma 4615 fő (2024).

## Népesség
A település népessége az elmúlt években az alábbi módon változott:
| Lakosok száma | 3716 | 3939 | 4188 | 4408 | 4496 | 4462 | 4426 | 4437 | 4695 | 4615 |
|               | 2001 | 2004 | 2007 | 2009 | 2012 | 2014 | 2017 | 2019 | 2022 | 2024 |